# Nature morte au rideau
La Nature morte au rideau est une huile sur toile du peintre français Paul Cézanne conservée au musée de l'Ermitage de Saint-Pétersbourg. Elle mesure 55 × 74,5 cm et date de 1898 environ.
Cette nature morte préfigure le sujet de la Nature morte aux pommes et aux oranges composée quelques mois plus tard et conservée au musée d'Orsay. Comme celle-ci, elle représente une nature morte de fruits (pommes, oranges et citrons) posés dans deux petites assiettes blanches avec des linges blancs. Au fond un rideau fleuri joue des oppositions primaires de bleu foncé et d'orange, tandis qu'une cruche à décor de fleurs sur fond blanc rappelle les différentes tonalités de l'ensemble. Cézanne compose des lignes verticales brisées avec les différents plis des étoffes qui s'opposent aux rondeurs des fruits, des assiettes et des fleurs de la cruche.
Cette toile faisait partie de la collection du fameux collectionneur moscovite Ivan Morozov, avant d'être confisquée par les bolchéviques au printemps 1918.